# ناساراوا يونايتد
ناساراوا يونايتد ، هو نادي كرة قدم في نيجيريا وهو نادي أساسي في نيجيريا، ويقع مقره في مدينة لافيا ويلعب مبارياته في ملعب المدينة الذي يتسع لنحو 5000 متفرج.